# جوجل فايبر
جوجل فايبر (بالإنجليزية: Google Fiber) هو مشروع من قسم الوصول بشركة ألفابت  يوفر خدمة الألياف الضوئية إلى أماكن العمل في الولايات المتحدة، ويهدف إلى بناءً شبكة أنترنت عالية السرعة عبر تقنية الألياف البصرية. بمعدل بت يصل إلى واحد غيغابت في الثانيَّة (1 جيجابت / ثانية). في منتصف عام 2016 وصل عدد مشتركي جوجل فايبر 68715 مشتركًا في التلفزيون، وحوالي 453000 عميل واسع النطاق.
بدء المشروع لأول مرَّة في مدينة كانساس سيتي،  وعشرين ضاحية في منطقة كانساس سيتي خِلال السنوات الثلاث الأولى،  وأُعلن عن جوجل فايبر كنموذج أعمال قابل للتطبيق في 12 ديسمبر 2012.
أعلنت جوجل فايبر عن توسيع الخدمة لتشمل أوستن، تكساس، وبروفو، يوتا في أبريل 2013، وشملت التوسعات اللاحقة في 2014 و2015 أتلانتا، وشارلوت، وناشفيل، وسولت ليك سيتي، وسان أنطونيو.
في 10 أغسطس 2015 أعلنت جوجل عن نيتها إعادة هيكلة الشركة ونقل الخدمات والمنتجات الأقل مركزية إلى مؤسَّسة مظلَّة جديدة وهي ألفابت، وستصبح جوجل فايبر شركة تابعة لشركة ألفابت وتُصبح جزءًا من قسم الوصول والطاقة. في أكتوبر 2016 تمَّ تعليق جميع خطط التوسع وتمَّ إلغاء بعض الوظائف. فيمَا ستستمر خدمة جوجل فايبر في تقديم الخدمة في المُدن المُتواجدة فيها الخدمة.

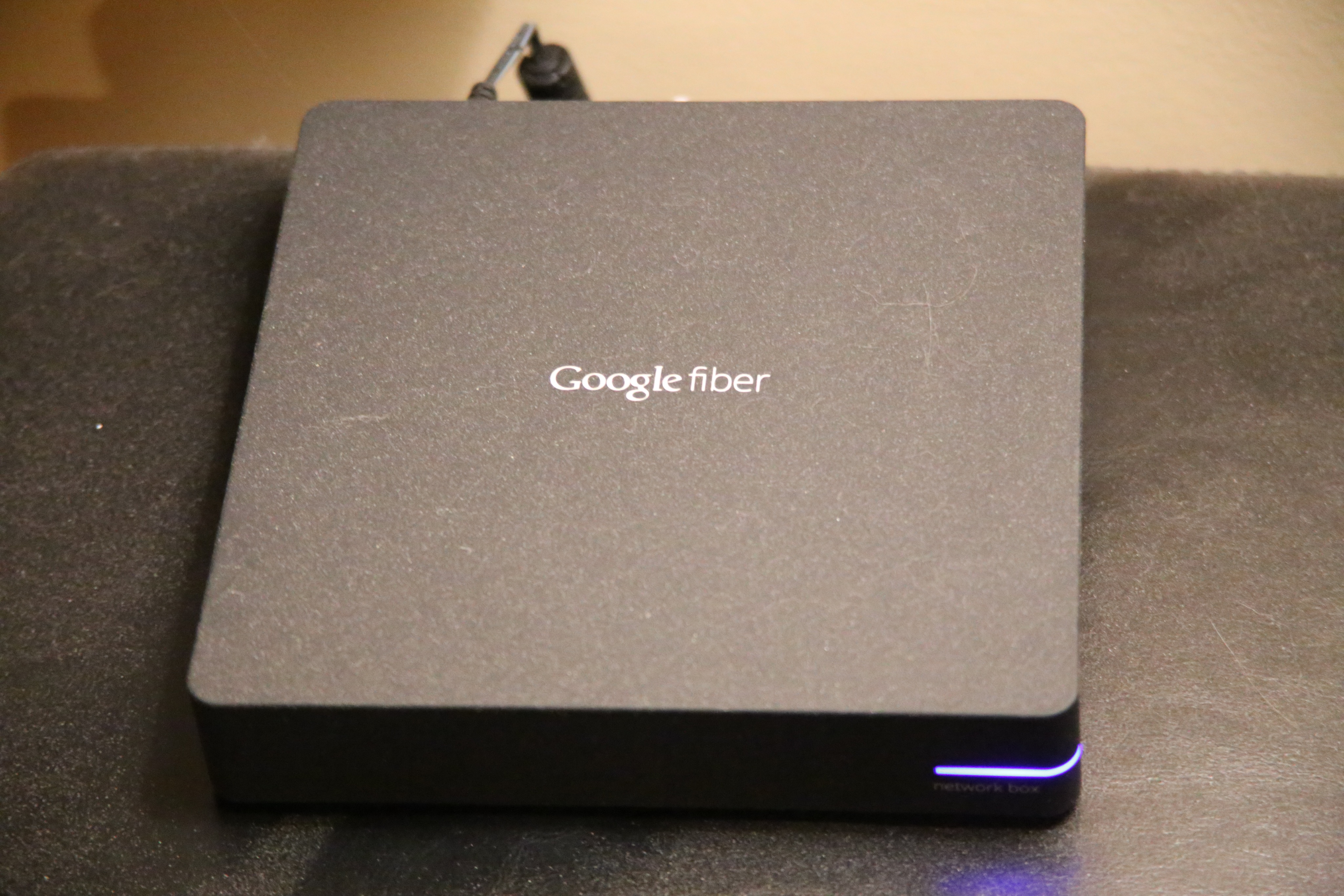
صندوق شبكة جوجل فايبر

## الخدمات

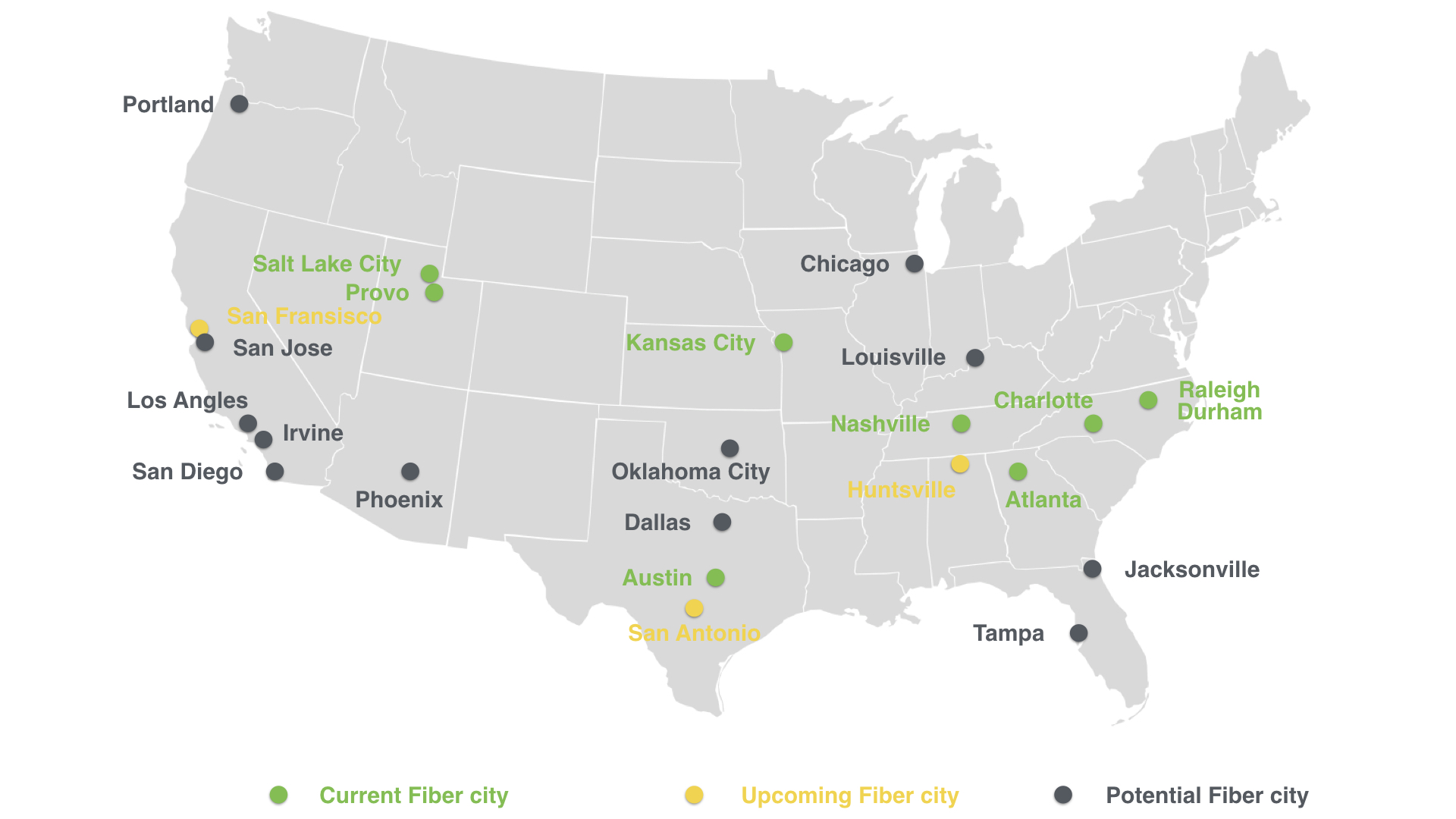
خريطة المدن بخدمة جوجل فايبر

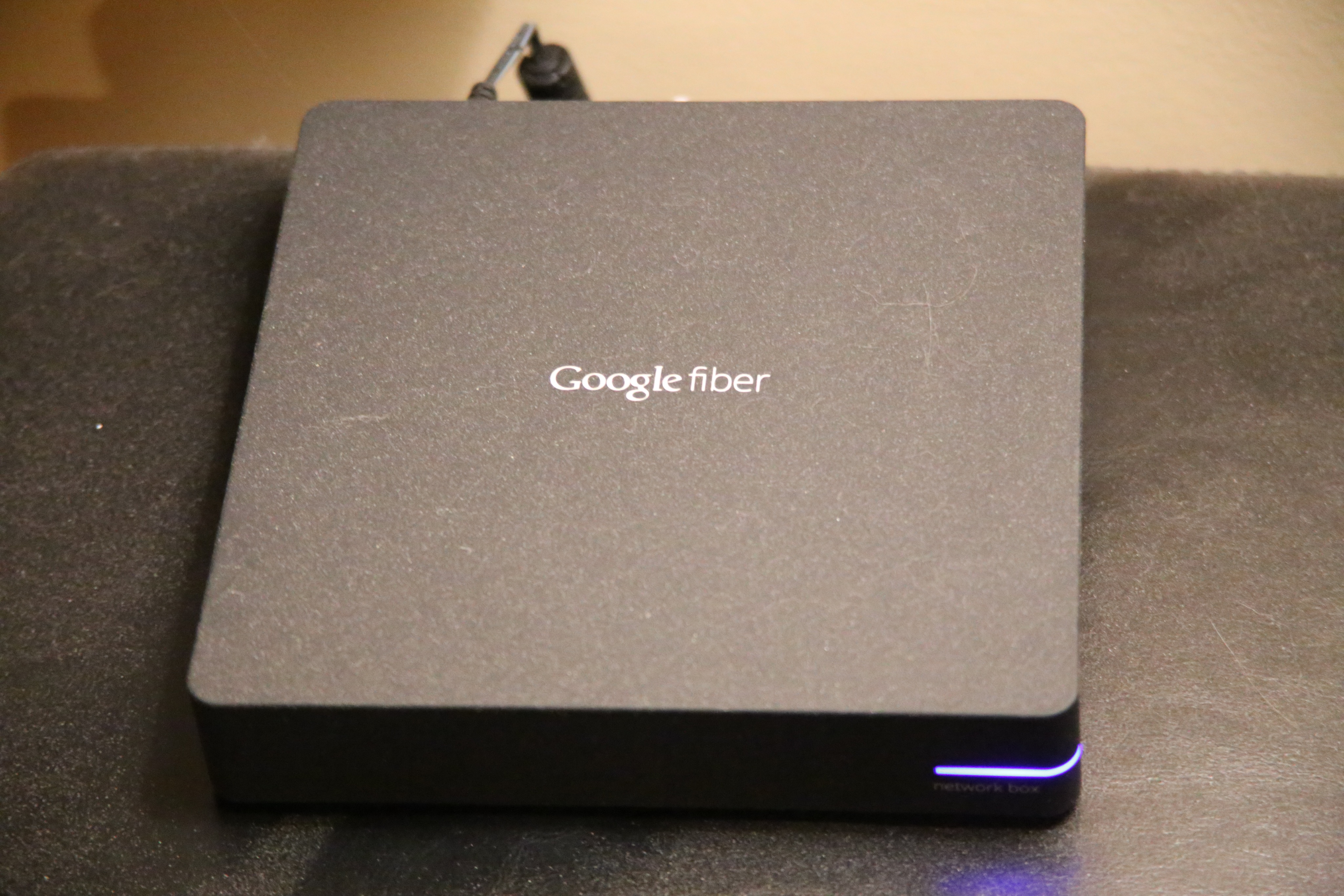
صندوق شبكة جوجل فايبر

تُقدِّم جوجل فايبر خمسة خيارات اعتمادًا على الموقع: خيار إنترنت مجاني، خيار 100 ميجابايت / ثانية، خيار 1 جيجابت / ثانية، وخيار يتضمن خدمة التلفزيون (بِالإضافة إلى الإنترنت بسرعة 1 جيجابت/ثانية) والخيار الخامس للهاتف المنزلي. حيثُ تتضمن خدمة الإنترنت جيجابايت مساحة واحدة تيرابايت من خدمة جوجل درايف، وتتضمَّن خدمة التلفزيون مسجل فيديو رقمي بسعة 2 تيرابايت، بِالإضافة إلى جوجل درايف. ويُمكن لجهاز «دي في آر» تسجيل ثمانية عروض تلفزيونيةٍ مباشرةً في وقتٍ واحد.
وتُقدَّمُ جوجل أيضًا اتصالاً مجانيًا بالإنترنت من جوجل فايبر في كلّ سوق من أسواقها لتحديد العقارات السكنية العامَّة وبأسعار معقولة.
في فبراير 2020 توقفت جوجل فايبر عن تقديم خدمة تلفزيونيةٍ مباشرةً للعملاء الجدد. وبدلاً من ذلك يتم تقديم عروض ترويجية للعملاء لثلاث خدمات MVPD افتراضية: الشركة الشقيقة يوتيوب تي في، بِالإضافة إلى «فوبو تي في» وفيلو عند الاشتراك في جوجل فايبر.

### خطط الخدمة
تُقدِّم جوجل عدَّة خطط خدمة مختلفة لعملائها:
- خطة ألياف 2 جيجابايت: تتضمن 2 جيجابت في الثانيَّة للتنزيل، و1 جيجابت في الثانيَّة للرفع، ومساحة 1 تيرا بايت في جوجل درايف، ويَبلغَ الأشتراك الشهري 100 دولار.
- خطة فايبر 1000+ تلفزيون: تتضمن 1 جيجابت في الثانيَّة للتنزيل و1 جيجابت في الثانيَّة للرفع، وخدمة تلفزيونية، ومساحة 2 تيرابايت في جوجل درايف و2 تيرابايت «دي في آر»، وتأتي معَ صندوق تلفزيون ومربع الشبكة وجهاز التحكم عن بعدَ للتلفزيون و8 موالف «دي في آر»، ويَبلغَ الأشتراك الشهري 160 دولار.
- خطة فايبر 1000 إنترنت: تتضمن 1 جيجابت في الثانيَّة للتنزيل و1 جيجابت في الثانيَّة للرفع، ومساحة 1 تيرابايت في جوجل درايف، وتأتي معَ مربع الشبكة، ويَبلغَ الأشتراك الشهري 70 دولار.
- خطة فايبر 100 إنترنت: تتضمن 100 ميجابت في الثانيَّة للتنزيل و100 ميجابت في الثانيَّة للرفع، وتأتي معَ مربع الشبكة، ويَبلغَ الأشتراك الشهري 50 دولار.

## التوزيع
من أجل تجنب تعقيد الكابلات تحت الأرض للميل الأخير تعتمد جوجل فايبر على المجمّعات التي يُطلق عليها اسم «أكواخ جوجل فايبر» (بالإنجليزية: Google Fiber Huts).
وتنتقل الكابلات الليفية من هذه الأكواخ على طول أعمدة الكهرباء إلى الأحياء والمنازل، وتتوقف عند «مقبس الألياف» (محطّة شبكة ضوئية أو ONT) في كلّ منزل.
تبلغ التكلفة التقديرية لتوصيل شبكة ألياف مثل جوجل فايبر إلى مدينة أمريكيَّة كبرى مليار دولار.

## اختيار المدينة الأولى
تمَّ اختيار الموقع الأولي للخدمة بعدَ عملية اختيار تنافسية،  حيثُ تُقدِّم أكثر من 1100 مجتمع ليكون المتلقي الأول للخدمة. وذكرت جوجل في الأصل أنَّها ستعلن عن الفائز أو الفائزين بحلول نهاية عام 2010؛ ومع ذلك في منتصف ديسمبر أجلت جوجل الإعلان إلى «أوائل عام 2011» نظرًا لعدد التطبيقات.
وكان نموذج الطلب بسيطًا وقد جادل البعض بأنَّه مباشر للغاية،  وأدى ذلك إلى سلوكيات مختلفة لجذب انتباه جوجل لجلب الخدمة لمنطقتهم، وفيما يلي بعض الأمثلة على ذلك:
- أعاد «أنصار باتون روج» في لويزيانا تشكيل أغنية "Give a Little Bit" إلى "Give a Gigabite".
- استخدمت جرينفيل بولاية ساوث كارولينا 1000 من مواطنيها وعصا مضيئة لإنشاء «سلسلة جوجل الأولى والأكبر في العالم التي يديرها الأشخاص».[24] ومن عرض جوي كانَ العنوان «جوجل» مرئيًا بشكلٍ ملون.
- أعادت توبيكا كانساس تسمية نفسها مؤقتًا «جوجل».
- حلقت طائرة صغيرة تحمل لافتة كتب عليها «هل جوجل بلاس في بيوريا، إلينوي؟» فوق حرم جوجل في ماونتن فيو، كاليفورنيا.[25]
- أعلن عمدة دولوث بولاية مينيسوتا مازحا أنَّه سيتم تسمية كلّ طفل مولود إمَّا جوجل فايبر أو جوجلت فايبر.[26]
- أطلقت مدينة رانشو كوكامونجا بولاية كاليفورنيا على مدينتهم اسم «رانشو جووجليمونجا».[27]
- أُعِيدَ تسمية إحدى الجزر الواقعة في ساراسوتا بولاية فلوريدا مؤقتًا باسمِ «جزيرة جوجل».[23]

قامت البلديات والمواطنون أيضًا بتحميل مقاطع فيديو على يوتيوب لدعم عطاءاتهم بعض الأمثلة:
- اُستخدِم مقطع فيديو على يوتيوب لدعم ساراسوتا فلوريدا، وهو أغنية بوبي ماكفيرين «لا تقلق، كن سعيدًا».[23] وتمَّ تحميل مقطع فيديو لساراسوتا عبر خدمة الفيديو على فيسبوك.
- قام المُمثِّل الكوميدي والسيناتور الأمريكي آل فرانكن بعمل فيديو على موقع يوتيوب لدعم عرض دولوث بولاية مينيسوتا.[28]
- تمتلك آن أربور بولاية ميشيغان قناتها الخاصّة على يوتيوب [29] وعرضت قائمة العشرة الأوائل على غرار ديفيد ليترمان وَالتي قدمها كبار الشخصيّات في المدينة مثل العمدة جون هيفتجي ورئيسة جامعة ميشيغان ماري سو كولمان. كما أقامت آن أربور أيضًا مهرجان «جوجل فيست» على مستوى المدينة، [30] حيثُ بدأت بجمع مئات المُشاركين وهم يرقصون ويهتفون «آن أربور جوجل فايبر، ليس شيءًا أفضل.» [31]

## مواقع التشغيل
في عام 2011 أطلقت جوجل تجربة للخدمة في مجمع سكني في بالو ألتو، كاليفورنيا. وفي 30 مارس من العام نفسه أختارت جوجل مدينة كانساس سيتي بولاية كانساس كأول مدينة تتلقى خدمة جوجل فايبر. وفي عام 2013 أعلنت جوجل أنَّها ستوسع الخدمة في ولاية يوتا لتشمل «أوستن وتكساس وبروفو» في 9 و17 أبريل على التوالي.

### جامعة ستانفورد
- في صيف 2011 أطلقت جوجل إصدارًا تجريبيًا مجانيًا من خدمة الألياف الضوئية المرتقبة في مجمع سكني بالقرب من جامعة ستانفورد في بالو ألتو، كاليفورنيا.[32]

### مدينة كانساس

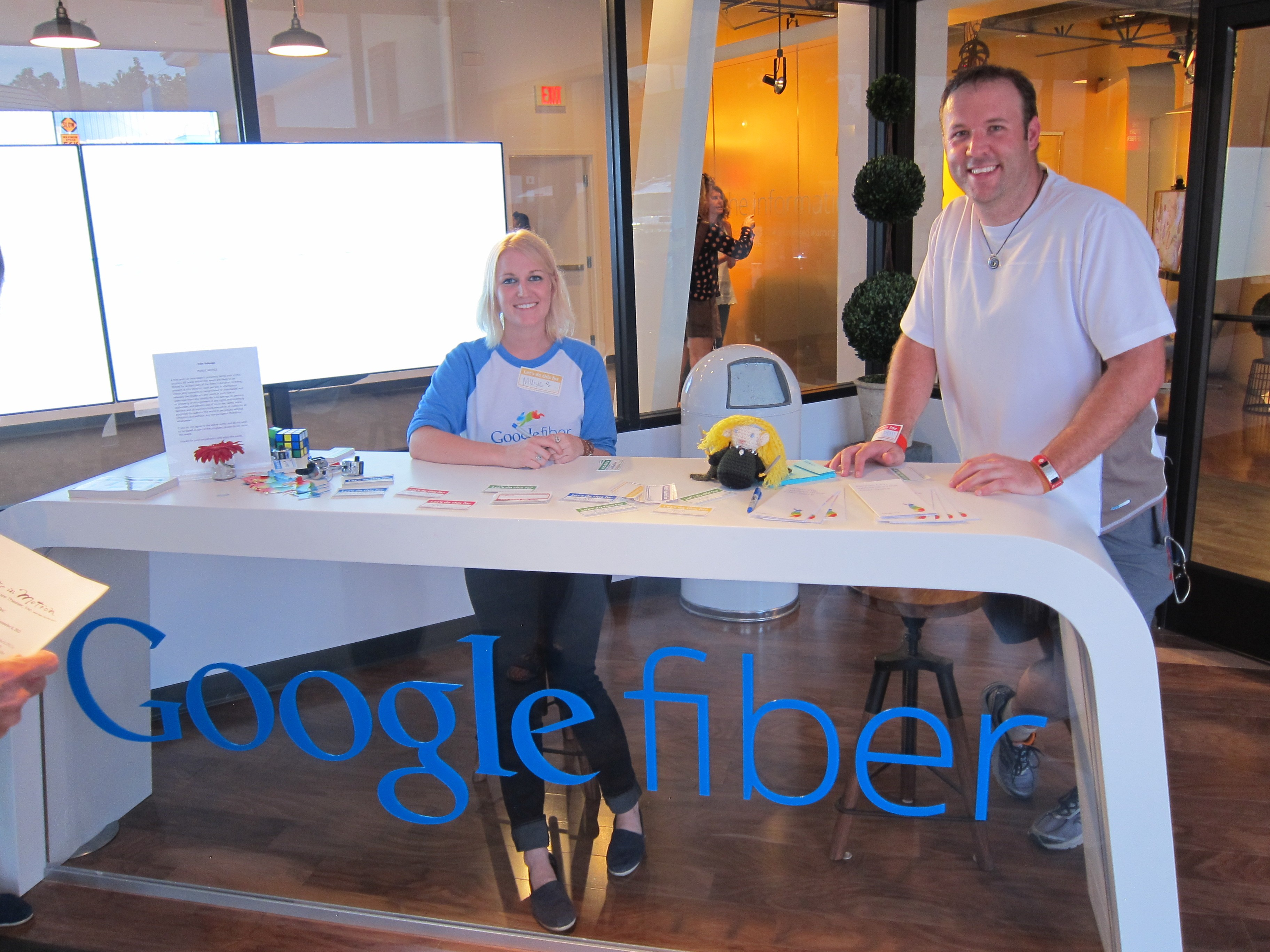
أنتقل جوجل فايبر إلى مدينة كانساس سيتي

وجدت جوجل أنَ الأحياء الثرية في مدينة كانساس سيتي اشتركت في الخدمة الأسرع بينما لم يشترك الموجودون في الأحياء الفقيرة حتّى في الخيار المجاني، واستجابة لهذه الفجوة الرقمية أرسلت جوجل فريقًا مكونًا من 60 موظفًا إلى المناطق المحرومة من الخدمة للترويج لخدمة جوجل فايبر. وقدمت جوجل منحًا صغيرة لمؤسسات المجتمع التي ترغب في بدء برامج محو الأمية الرقمية في مدينة كانساس سيتي.
فيمَا يلي إعلانات التسلسل الزمني للخدمة في منطقة العاصمة كانساس سيتي، ويُقال أنَ الأحياء يتم اخْتِيَارها بناءً على الطلب:
- كانساس سيتي، كانساس - في 30 مارس 2011 تمَّ اختيار مدينة كانساس سيتي بولاية كانساس من بين أكثر من 1100 متقدم لتكون مجتمع جوجل فايبر.[4]
- كانزاس سيتي، ميزوري - في 17 مايو 2011، [35] أعلنت جوجل عن قرارها بتضمين مدينة كانساس سيتي بولاية ميزوري، وتقديم الخدمة لكلا جانبي خط الولاية، وأصبحت الشبكة متاحة للمقيمين في سبتمبر 2012.
- أولاث، كانساس - في 19 مارس 2013 أعلنت جوجل أنَّه سيتم توسيع المشروع ليشمل أولاث.[36]
- شمال كانساس سيتي، ميسوري - في 19 أبريل 2013 أعلنت جوجل أنَّها ستبدأ عقد إيجار لمدَّة 20 عامًا للألياف الداكنة في شبكة الألياف «لينك سيتي» الحاليَّة في شمال كانساس سيتي.[37] وكان المقال الإخباري الأصليّ غير مكتمل وأوضحت المقالَات اللاحقة عقد الإيجار.[38] وبغض النظر عن شبكة جوجل ستتم أيضًا ترقية النظام الموجود في «نورث كانساس سيتي» إلى سعة جيجابت وإدارته بواسطة شركة محليّة مقرها في المنطقة.

- شاوني (كانساس) – 2 مايو 2013[39]
- رايتاون (ميزوري) – 3 مايو 2013[40]
- غراندفيو (ميزوري) – 7 مايو 2013[41]
- غلادستون (ميزوري) – 13 مايو 2013[42]
- رايتاون (ميزوري) – 22 مايو 2013[43]
- ليز ساميت – 21 يونيو 2013[44]
- ميسن (كانساس) – 27 يونيو 2013[45]
- بريري فيليج – 5 أغسطس 2013 [46]
- ليوود – 19 أغسطس 2013[47] – (ألغي في 24 يوليو 2014)[48]
- ميريام (كانساس) – 26 أغسطس 2013[49]
- رولاند بارك – 3 سبتمبر 2013[50]
- ميسن هيلز – 9 سبتمبر 2013[51]
- فيرواي – 9 سبتمبر 2013[51]
- ينيكسا – 17 سبتمبر 2013[52]

في أكتوبر 2013 علقت جوجل الانتشار في أوفرلاند بارك، كانساس إلى أجل غير مسمى بعدَ التأخير من مجلس المدينة بسببِ مخاوف بشأن شرط التعويض الذي تطلبه جوجل فيمَا إذا كانَ قد يجبر المدينة على إصلاح أي ضرر ناتج عن المشروع. واعتبارًا من يوليو 2014 صوت مجلس مدينة أوفرلاند بارك على صفقة تسمح لجوجل فايبر بالعمل، وبعد فترة وجيزة ظهرت المدينة على موقع جوجل فايبر.

### أوستين
- في 9 أبريل 2013 أعلن أنَ أوستن، تكساس ستكون «مدينة جوجل فايبر».[55]
- في 15 أكتوبر 2014 أعلن عن بدء عمليات الاشتراك في أوستن جوجل فايبر في ديسمبر 2014.[56]
- في 3 ديسمبر 2014 بدأت جوجل في تلقي التسجيلات من المُقيمين والشركات الصغيرة.[57]

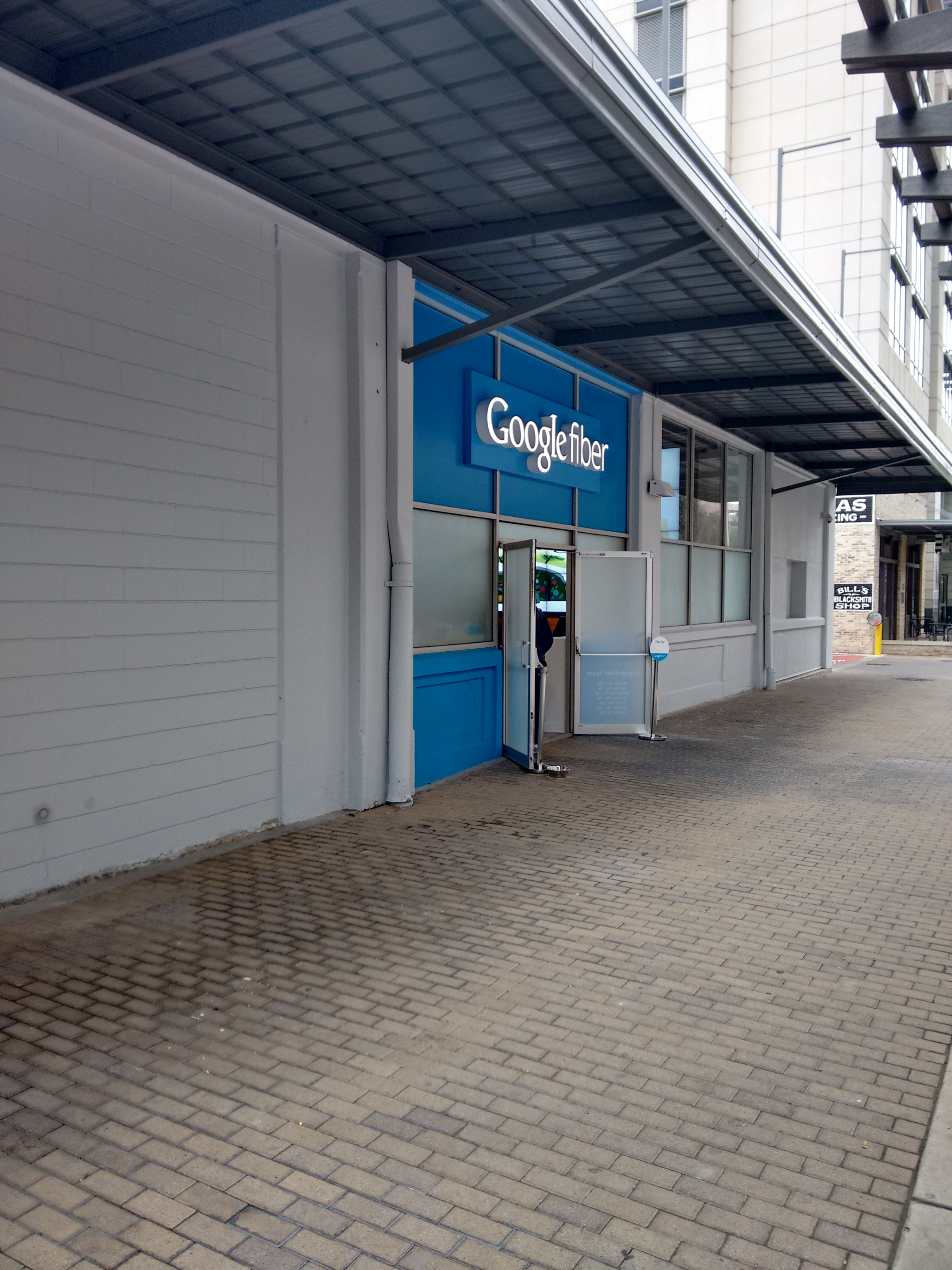
مدخل متجر جوجل فايبر، أوستن
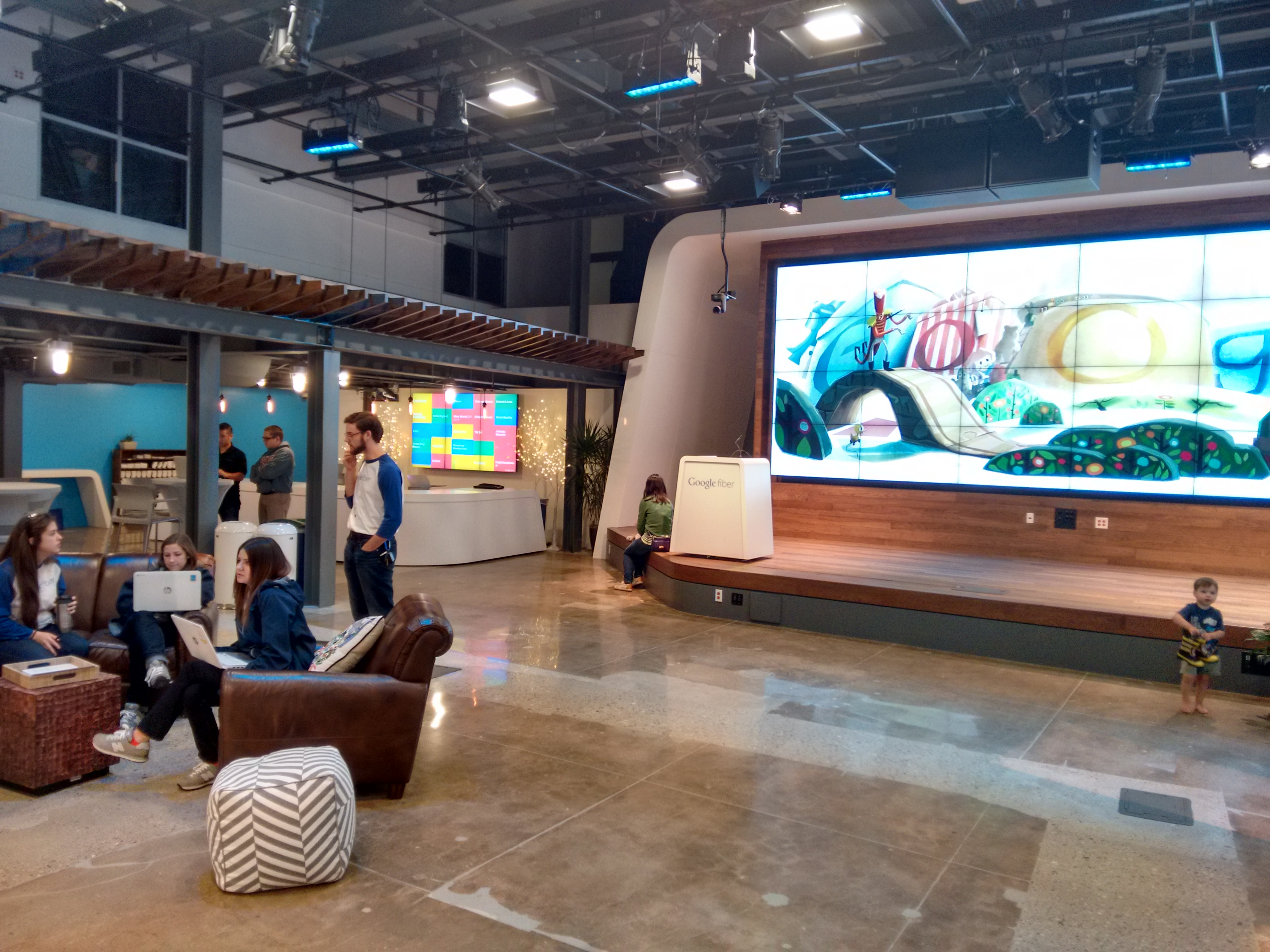
متجر جوجل فايبر، أوستن
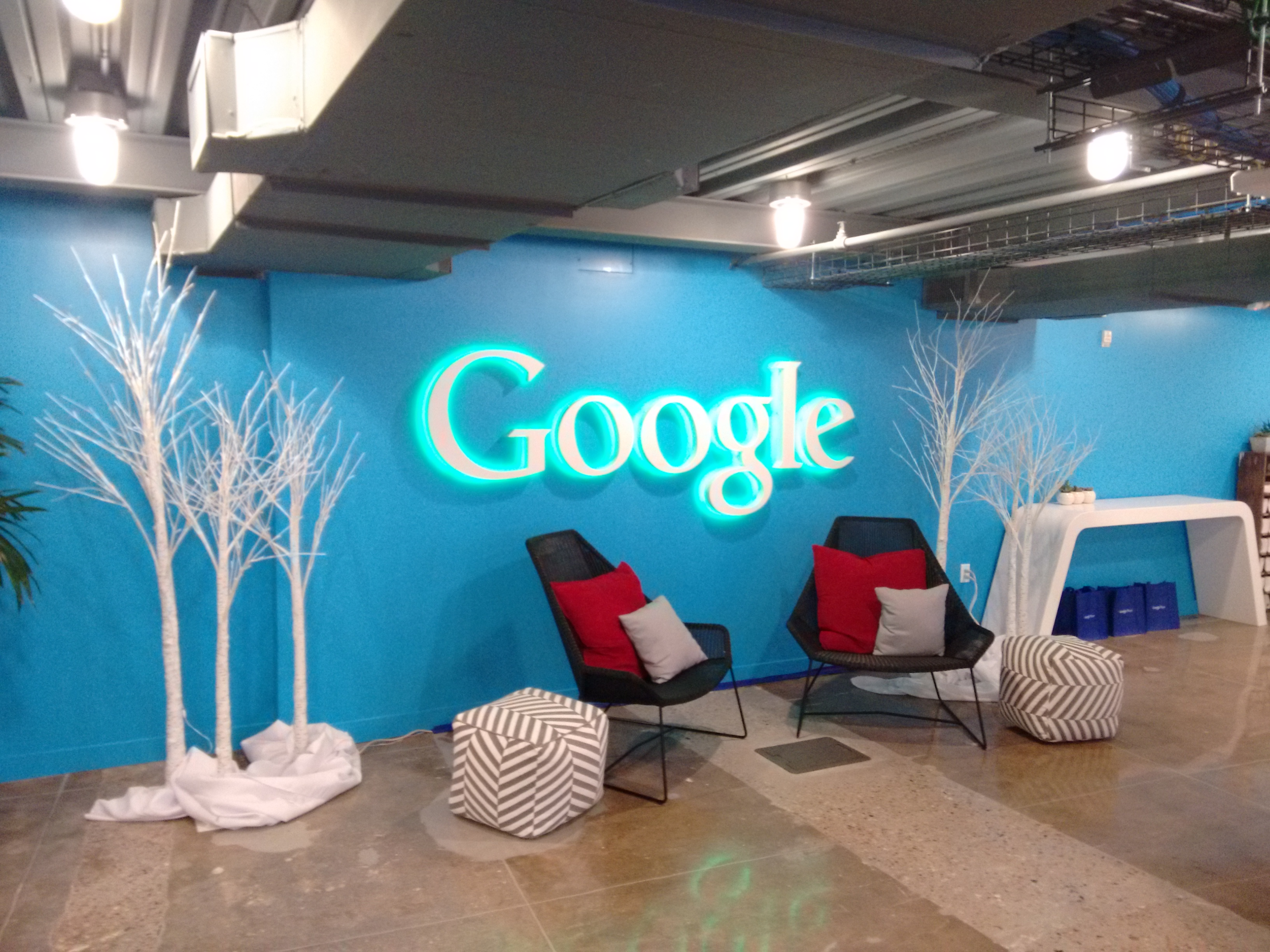
متجر جوجل فايبر، أوستن
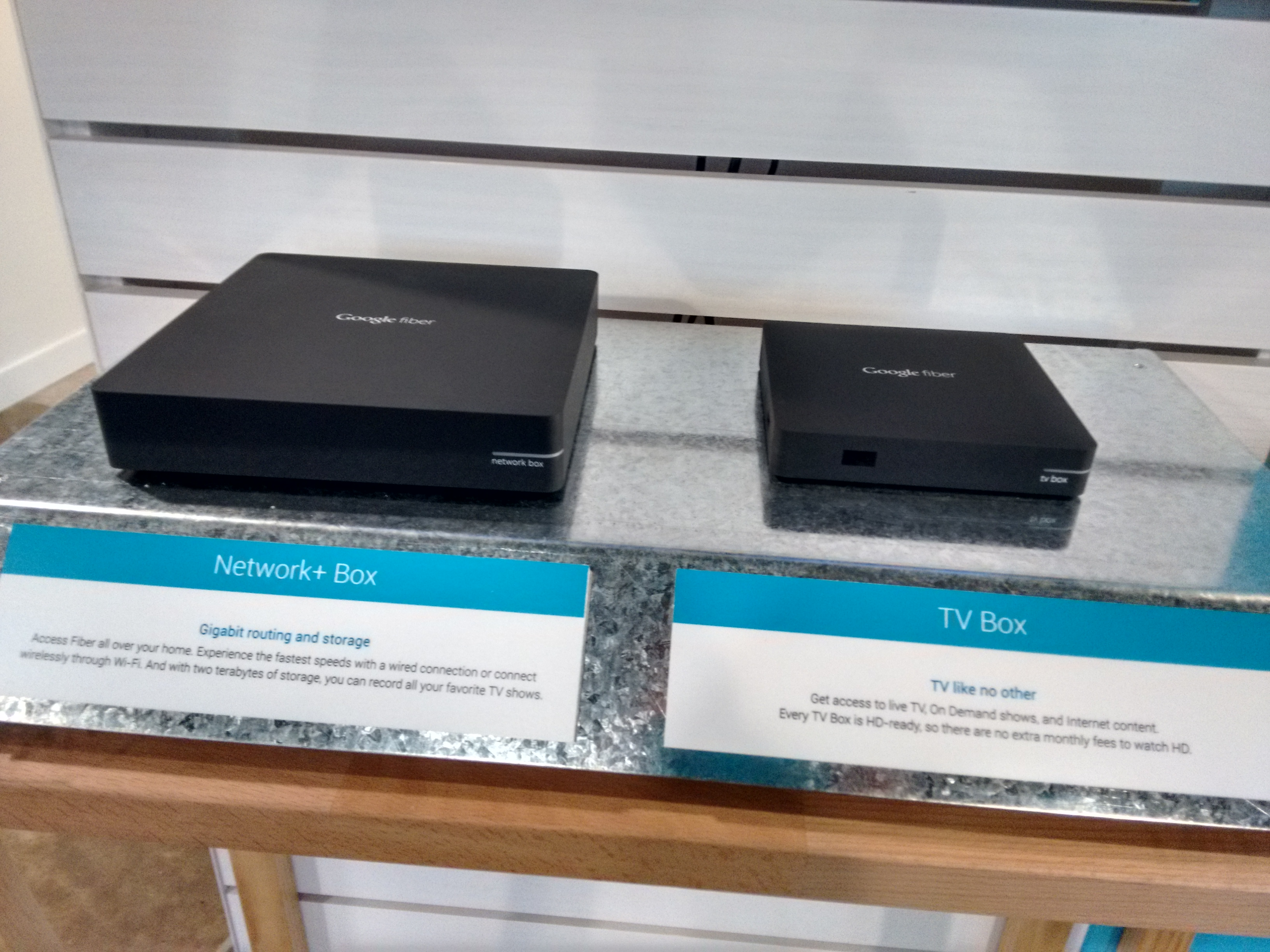
صندوق التلفزيون ومربع الشبكة في متجر جوجل فايبر، أوستن

### بروفو
- بروفو، يوتا في 17 أبريل 2013 أعلنت جوجل أنَ مدينة بروفو ستكون ثالث مدينة تصلها خدمة جوجل فايبر.[58] وأنها ستوسع خدمة جوجل فايبر إلى بروفو بولاية يوتا من خِلال اتفاقية [59] معَ مدينة بروفو للسماح لجوجل بالحصول على شبكة الألياف الحاليَّة المَعْروفَةِ باسمِ «آي بروفو»، وستسمح الاتفاقيَّة لشركة جوجل بشراء شبكة آي بروفو مقابل دولار واحد، معَ مطالبة جوجل بترقية الشبكة القديمة إلى سعة جيجابت، وتقديم خدمة جيجابت مجانية إلى 25 مؤسَّسة عامة محلية، وتقديم خدمة 5 ميجابت/ثانية لكل منزل في المدينة مجانًا بعدَ دفع رسوم تنشيط بقيمة 300 دولار.[60][61]

### سولت لايك سيتي
في 24 مارس 2015 أعلنت جوجل عن توسعة الخدمة لتشمل سولت ليك سيتي بولاية يوتا، وأصبحت الخدمة متاحة للتسجيل في 24 أغسطس 2016.

### شارلوت
في 12 يوليو 2016 فُتح باب الاشتراك في هايلاند كريك (حي شارلوت). وفي 4 أكتوبر 2016، تمَّ فتح باب الاشتراك في قرية بروسبريتي.

### أتلانتا
في الإعلان الأصليّ لعام 2015 أعلن عن المناطق التالية: أفونديل إستيتس وبروكهافن وكاسلبيري هيل وكوليدج بارك وديكاتور وإيست بوينت وهابفيل وساندي سبرينجز وسميرنا وفاين سيتي، وفي أغسطس 2016 تمَّ فتح باب الاشتراك.

### مثلث البحث (رالي - دورهام)
في الإعلان الأصليّ لعام 2015 أعلن عن المناطق التالية في مثلث البحث: كاري، وتشابل هيل، ودورهام، وغارنر، وموريسفيل، ورالي. وفي 13 سبتمبر 2016 تمَّ فتح باب الاشتراك في الخدمة.

### ناشفيل، تينيسي
أعلن عن المناطق التالية في فبراير 2015: وهي اوك هيل وتلال الغابات وبيري هيل وبيل ميد، وفي ديسمبر 2016 بدأت أعمال الإنشاء وفتحت الإشتراكات،  وفي أغسطس 2017 أعلنت جوجل فايبر أنَ خدمتها تعمل في مدينة ناشفيل بالكامل.

### هانتسفيل، ألاباما
في 22 فبراير 2016 أعلنت جوجل أنَ جوجل فايبر سوف تتوسع في هانتسفيل، ألاباما. ووأنها ستبدأ في تقديم خدمة الإنترنت والتلفزيون والهاتف عالية السرعة في شمال هانتسفيل في 23 مايو 2017. وفي 2 أبريل 2018 تواصل «مرافق هانتسفيل» بناءً الألياف في جنوب شرق هنتسفيل وَالتي تمَّ تحويلها إلى خدمة جوجل فايبر.

## مواقع مُستقبليَّة

### ميلكريك، يوتا
في 14 يوليو 2020 أعلنت جوجل أنَ جوجل فايبر ستتوسع إلى ميلكريك بولاية يوتا بهدف خدمة عملاء ميلكريك في أوائل عام 2021.

### كاليفورنيا
في 27 يناير 2015 أعلنت جوجل أنَ جوجل فايبر ستتوسع ليشمل أسواقًا إضافية: وهي جنوب كاليفورنيا، وشاطئ طويل، وهنتنغتون بيتش (مقاطعة أورانج)، وإيرفين، كاليفورنيا التي أعلن عنها بشكلٍ منفصل.

### سان أنطونيو، تكساس
في 14 أبريل 2016 أرسلت جوجل رسالة بريد إلكترونيّ سريعة إلى المستخدمين الأوائل لجوجل فايبر معلنة أنَّهم وراء البناء المرئي عبر المدينة، وتمَّ تقديم بعض التفاصيل حول النطاق الواسع للبناء الذي تمَّ تنفيذه حيثُ تعمل جوجل على نشر حوالي 4000 ميل طولي (6500 كم) من كابل الألياف البصرية في جميع أنحاءِ سان أنطونيو. وقبل النشر الوشيك لشبكة الألياف الجديدة، قام المنافسون المباشرون لجوجل فايبر وإيه تي آند تي وتايم وورنر كيبل وغراند كوميونيكيشنز بتخفيض الأسعار وزيادة سرعات شبكاتهم وتُعد المدينة سابع أكبر مدينة في البلاد، وهي أكبر مشروع لجوجل فايبر حتّى الآن.
في 5 أغسطس 2015 أعلن عن توسيع الخدمة في سان أنطونيو. وفي يناير 2017 تمَّ تعليق البناء في انتظار المخاوف بشأن وضع أكواخ جوجل فايبر في حدائق المدينة. حيثُ أعرب العمدة إيفي تايلور عن التزامه بالعمل معَ جوجل لمعالجة مخاوف المجتمع والسماح للمشروع بالاستمرار.
اعتبارًا من 9 مايو 2019 قامت جوجل فايبر بحفر 600 ميل من الألياف الدقيقة في أحياء سان أنطونيو، ويقولُ موظفو المدينة إنَّ الغالبيَّة تقع في أقصى الشمال الغربيّ والشمال الشرقي، بما في ذلك المنطقة التجريبيَّة في حي ويستوفر هيلز. وبعد إغلاق الخدمة في لويزفيل قالت شركة KY إنها تعلمت من تحدياتها وصقلت برنامج حفر الخنادق الصغيرة للتعمق أكثر. ووفقًا للشركة كانت الخنادق الصغيرة في لويزفيل ضحلة مثل بوصتين وقال موظفو المدينة إنَّ عمق حفر سان أنطونيو كانَ من 6 إلى 8 بوصات.

## المواقع المغلقة والسابقة

### لويزفيل، كنتاكي
في أبريل 2017 أعلنت جوجل أنَ جوجل فايبر سيبدأ البناء في لويزفيل، كنتاكي. وحصل جوجل فايبر على الخدمة لأقسام لويزفيل في غضون خمسة أشهر بعدَ أنَ أعلن لأول مرَّة أنَّه سيصل إلى المدينة - أسرع ممَّا تمَّ نشره من قبل - بِاستخدام حفر الخنادق السطحية. وفي فبراير 2019 أعلنت جوجل أنَّها ستغلق الخدمة في 15 أبريل. وقبل المُغادرة تعرضت خدمة جوجل فايبر لانتقادات بسببِ منشآت البنيَّة التحتية المعطلة وسوء التصنيع. وافقت جوجل على دفع 3.8 مليون دولار لتنظيف وإزالة مخلفات العمل.

## خطط توسعية

### 2014
في فبراير 2014، أعلنت جوجل أنَّها "دعت مدنًا في تسع مناطق مترو في جميع أنحاءِ الولايات المتَّحدة - 34 مدينة إجمالاً - للعمل معها لاستكشاف ما يتطلبه الأمر لإنشاء "جوجل فايبر".
المناطق الحضريَّة المُتبقية التي لم تبدأ عملية إنشاء الألياف فيها هي: فينيكس وبورتلاند وسان أنطونيو وسان خوسيه. ولم تحدد جوجل المدينة التالية لإنشاء الألياف في:
- أريزونا - فينيكس، سكوتسديل، تيمبي. تمَّ تعليق الخطة في أكتوبر 2016.[9]
- كاليفورنيا - في أكتوبر 2016 تمَّ تعليق الخطط في المناطق التالية: سان خوسيه وسانتا كلارا وسانيفيل وماونتن فيو وبالو التو
- أوريغون تمَّ تعليق الخطط في أكتوبر 2016 في المناطق التالية: بورتلاند، وبيفيرتون، وهيلزبورو، وجريشام، وبحيرة أوسويغو، وتيغارد.

في 15 أبريل 2014 بدأت جوجل في استطلاع آراء مستخدمي الأعمال حول حاجتهم إلى خدمة جيجابت، وقالت أنَّها «ستنشئ برنامج تجريبي وتوصيل عدد محدود من الشركات الصغيرة بشبكتها».

### 2015
في 10 سبتمبر 2015، غردت جوجل  بأنَّها تستكشف إمكانية إضافة إيرفين وسان دييغو، كاليفورنيا، كمدن توسعة مستقبلية.
في 28 أكتوبر 2015، أعلنت جيل سزوتشماتشر مديرة توسعة جوجل فايبر، عن مفاوضات جارية معَ الحُكومات المحليَّة في جاكسونفيل، فلوريدا، وتامبا، فلوريدا، وأوكلاهوما سيتي، أوكلاهوما. وصرحت سزوتشماتشر أنَ مهمة جوجل تثبيت شبكات جوجل فايبر في كلّ مدينة وأنَّ الإنشاءات قد تستغرق ثمانية عشر شهرًا بمجرد بدء المشروع. في أكتوبر 2016 تمَّ تعليق هذه الخطط.
في 8 ديسمبر 2015 رد مدير الاتّصالات في مجلس مدينة سياتل على تغريدة تشير إلى أنَ المدينة كانت في طور التقدم للحصول على خدمة جوجل فايبر. وفي 8 ديسمبر 2015 قالت جيل سزوتشماتشر إنَّ الشركة ستعمل معَ قادة مدينة شيكاغو لجمع المعلومات ودراسة العوامل التي يُمكن أنَ تؤثر على بناءً جوجل فايبر.

### 2016
في 14 يونيو 2016 قال جيل زوشماخر إنَّ الشركة ستعمل معَ رئيس بلدية دالاس مايك رولينغز لمحاولة إحضار مركز آخر إلى تكساس.
في أكتوبر 2016 تمَّ تعليق جميع خطط التوسع وتمَّ إلغاء بعض الوظائف. فيمَا ستستمر خدمة جوجل فايبر في تقديم الخدمة في المُدن التي تمَّ تثبيتها فيها بالفعل.

### 2017
في عام 2017 أدخلت الخدمة إلى ثلاث مُدن جديدة: هنتسفيل، ألاباما؛ لويزفيل، كنتاكي؛ وسان أنطونيو، تكساس. وبدأت في الاعتمادِ بشكلٍ كبير على حفر الخنادق الضحلة، وهي طريقة جديدة لمد الكابلات تقطع أخدودًا صغيرًا في الشارع أو الرصيف، وتضعُ الألياف في ذلك الأخدود، ويتمّ تعبئته بإيبوكسي خاص، لتسريع عملية البناء. وفي حالة واحدة على الأقل تمَّ دفن الكابلات بشكلٍ ضحل جدًا وتمزقت بعدَ إعادة رصفها.

## اقتناء ويب باس
في 22 يونيو 2016 أشترت جوجل فايبر شركة «ويب باس» (بالإنجليزية: Webpass) وهي شركة تزود خدمة إنترنت وعمل منذُ 13 عامًا ومتخصصة في الإنترنت عالي السرعة للعملاء من رجال الأعمال والسكنين، ولها حضور كبير  في كاليفورنيا وعلى وجَّه التحديد منطقة منطقة خليج سان فرانسيسكو وكذلك سان دييغو وميامي وميامي بيتش وكورال جابلز وشيكاغو ودنفر وبوسطن، وتمَّ إغلاق الصفقة في أكتوبر 2016.

## المواصفات الفنية

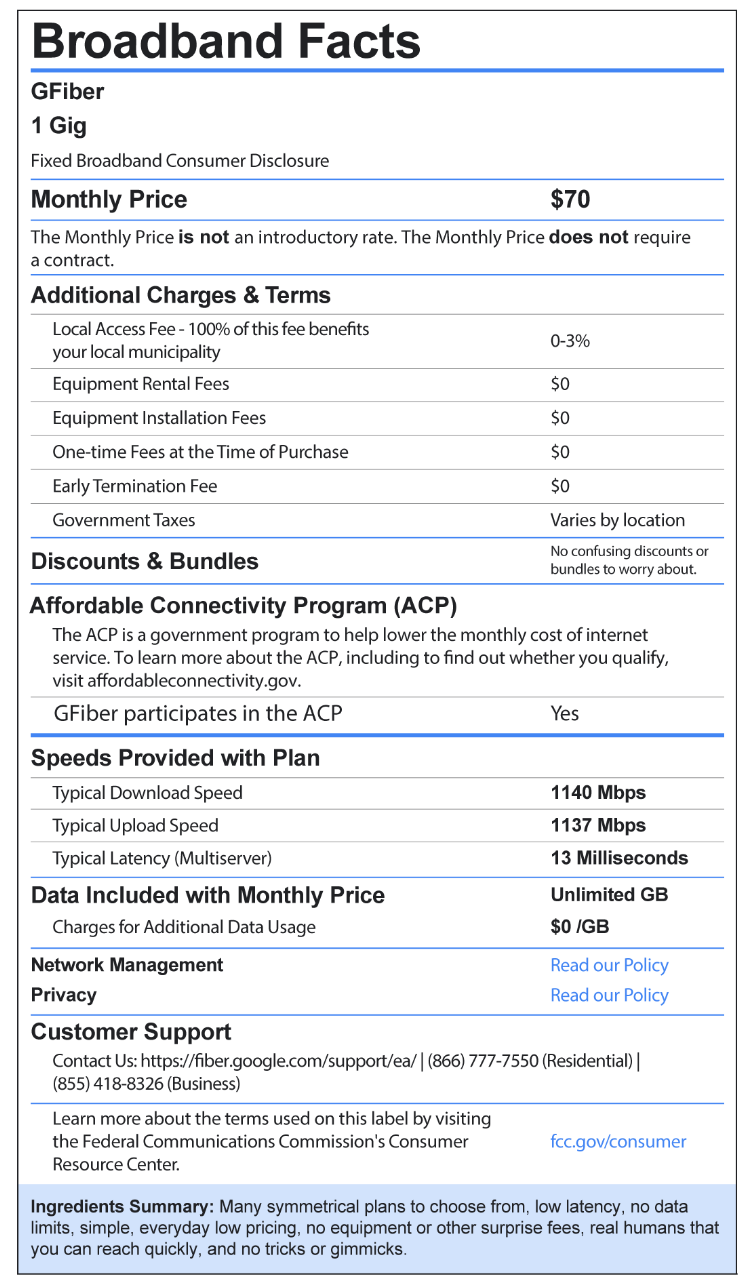
تصميم "ملصقات التغذية" لتسهيل فهم العملاء لما يدفعون مقابله وما يحصلون عليه عندما يتعلق الأمر بخدمة الإنترنت من أي مزود.

توفر خدمة جوجل فايبر سرعة اتصال بالإنترنت تصل إلى واحد جيجابت في الثانيَّة (1000 ميجابت/ثانية) للتنزيل والرفع،  وهو أسرع بمئة مرَّة الخدمة المُتوفرة لدى معظم الأمريكيين. وتقول جوجل فايبر إنَّ خدمتها تسمح بتنزيل فيلم كامل في أقل من دقيقتين.
من أجل استخدام سرعات جيجابت قد تتطلب الأجهزة دعمًا لشبكة جيجابت إيثرنت وكابلات الفئة 5e أو أعلى، أو موجه واي فاي متوافق معَ معيار 802.11ac ومحول لاسلكي.

## حظر الخوادم
تنص شروط خدمة جوجل فايبر على عدم السماح للمشتركين بإنشاء أي نوعِ من الخوادم: «حساب جوجل فايبر الخاص بك مخصص لاستخدامك وللاستخدام المعقول لضيوفك، ما لم يكن لديك اتفاقية مكتوبة معَ جوجل فايبر تسمح لك بذلك، يجب ألا تستضيف أي نوعِ من الخوادم بِاستخدام اتصال جوجل فايبر الخاص بك، أو استخدام حساب جوجل فايبر الخاص بك لتزويد عدد كبير من الأشخاص بالوصول إلى الإنترنت، أو استخدام حساب جوجل فايبر الخاص بك لتوفير خدمات تجاريَّة لطرف ثالث (بما في ذلك، على سبيل المثال لا الحصر، بيع الوصول إلى الإنترنت لطرف ثالث).» 
وقد انتقدت مؤسسة الحدود الإلكترونية هذه الممارسة، مشيرة إلى الغموض في كلمة "server" التي قد (أو لا تتضمن) بروتوكولات التطبيقات الشائعة مثل بت تورنت وسبوتيفاي، بِالإضافة إلى تأثير اعتماد IPv6 وإمكانيَّة اعتماده بسببِ افتقارها إلى القيود التقنية على خوادم الشبكة، ولكنَّها لاحظت أيضًا حظرًا مشابهًا من مزودي خدمة الإنترنت الآخرين مثل كومكاست وفيرايزون للاتصالات وإيه تي آند تي.
في أكتوبر 2013 تمَّ تعديل سياسة الاستِخدام المقبول لخدمة جوجل فايبر للسماح «بالاستخدام الشخصي وغير التجاري للخوادم».

## أكاذيب كذبة أبريل
في يوم كذبة أبريل 2007 استضافت جوجل اشتراكًا في «جوجل تيسب» يقدم «نظامًا شاملاً يعمل بكامل طاقته يوفر وصولاً لاسلكيًا داخل المنزل عن طريق توصيل جهاز التوجيه اللاسلكي TiSP القائم على الكومود بواحد من آلاف أجهزة الوصول إلى TiSP وتمَّ ربط العقد عبر كابل الألياف الضوئية عبر خطوط الصرف الصحي البلدية المحلية.» 
في يوم كذبة أبريل 2012 أعلنت جوجل فايبر أنَ منتجها كانَ عبارة عن شريط ألياف من جوجل صالح للأكل بدلاً من النطاق العريض للإنترنت بِاستخدام الألياف الضوئية، ويُذكر أنَ شريط جوجل فايبر يقدم «ما يحتاجه الجسم للحفاظ على النشاط والطاقة والإنتاجية».
في يوم كذبة أبريل 2013 أعلنت جوجل فايبر عن تقديم جوجل فايبر إلى القطب، وكان الوصف المقدم هو توفر خدمة «جوجل فيبر تو ذا بول» وإمكانيَّة اتصال جيجابت في كلّ مكان بالألياف عبر مدينة كانساس سيتي، وأنَّ هذا الابتكار الأحدث في تقنية جوجل فايبر يتيح للمستخدمين الوصول إلى سرعات جيجابت فائقة السرعة من جوجل فايبر حتّى أثناء تواجدهم بالخارج.
كانت مزحة يوم كذبة أبريل 2014 عبارة عن إعلان عن «كوفي تو ذا هوم» بِاستخدام صنبور على مقبس الألياف حيثُ تدخَّل الخدمة إلى منزل العميل لتقديم مشروبات القهوة المخصصة.
في يوم كذبة أبريل 2015 أعلنت جوجل فايبر عن وضع الاتصال الهاتفي للأشخاص الذين يفضلون الإنترنت البطيء، الذي تصل سرعته إلى «56 كب» ويُساعد الأشخاص على العودة إلى الحياة الواقعيَّة في كثير من الأحيان.
بالنسبة إلى يوم كذبة أبريل 2016 أعلنت جوجل فايبر أنَّها «تستكشف سرعات أسرع بمليار مرة».

## ردود الفعل
زعمت مجلة تايم أنَّه ليس لدى جوجل الرغبة في العمل فعليًا كمزود خدمة إنترنت، وأنها تأمل في إحباط مشغلي الكابلات الرئيسيين لتحسين خدماتهم حتّى يُمكن إجراء عمليات البحث على جوجل بشكلٍ أسرع، فيمَا لم لم تؤكد جوجل أو تنفي هذا الادعاء.
أطلقت إيه تي آند تي ومقدمو خدمة الإنترنت الآخرون خدمات جيجابت الخاصّة بعدَ الإعلان عن إنشاء جوجل فايبر، كما زادت سرعات بعض مشتركي الكابلات دون تكاليف إضافية.
وفقًا لتقرير غولدمان ساكس يُمكن لجوجل توصيل حوالي 830 ألف منزل سنويًا بتكلفة 1.25 مليار دولار سنويًا، أو ما مجموعهُ 7.5 مليون منزل في تسع سنواتٍ بتكلفة تزيد قليلاً عن 10 مليارات دولار.
في يناير 2014 قُدم "مشروع قانون 304"‏ (SB304) إلى الهيئة التشريعية في كانساس يهدف إلى منع جوجل فايبر من التوسع أكثر في كانساس بِاستخدام النموذج المُستخدم في مدينة كانساس. ويقترح مشروع القانون ما يلي: "باستثناءِ ما يتعلق بالمناطق غير المخدومة، لا يجوز للبلدية بشكلٍ مباشر أو غير مباشر:
1. عرض تقديم خدمة الفيديو أو الاتّصالات أو النطاق العريض لمشترك واحد أو أكثر.
2. شراء أي مرفق أو تأجيره أو تشييده أو صيانته أو تشغيله بغرض تمكين شركة أو كيان خاص من تقديم أو توفير أو نقل أو توصيل خدمات الفيديو أو الاتّصالات أو النطاق العريض إلى مشترك واحد أو أكثر.

وبحلول فبراير 2014 فقد مشروع القانون الزخم في مجلس الشيوخ بولاية كانساس، وأشار راعي مشروع القانون جمعية اتصالات كبلات كانساس (KCTA)، إلى أنَّه من غير المرجح أنَ يستمر في متابعة التشريع في الجلسات.

## معرض صور

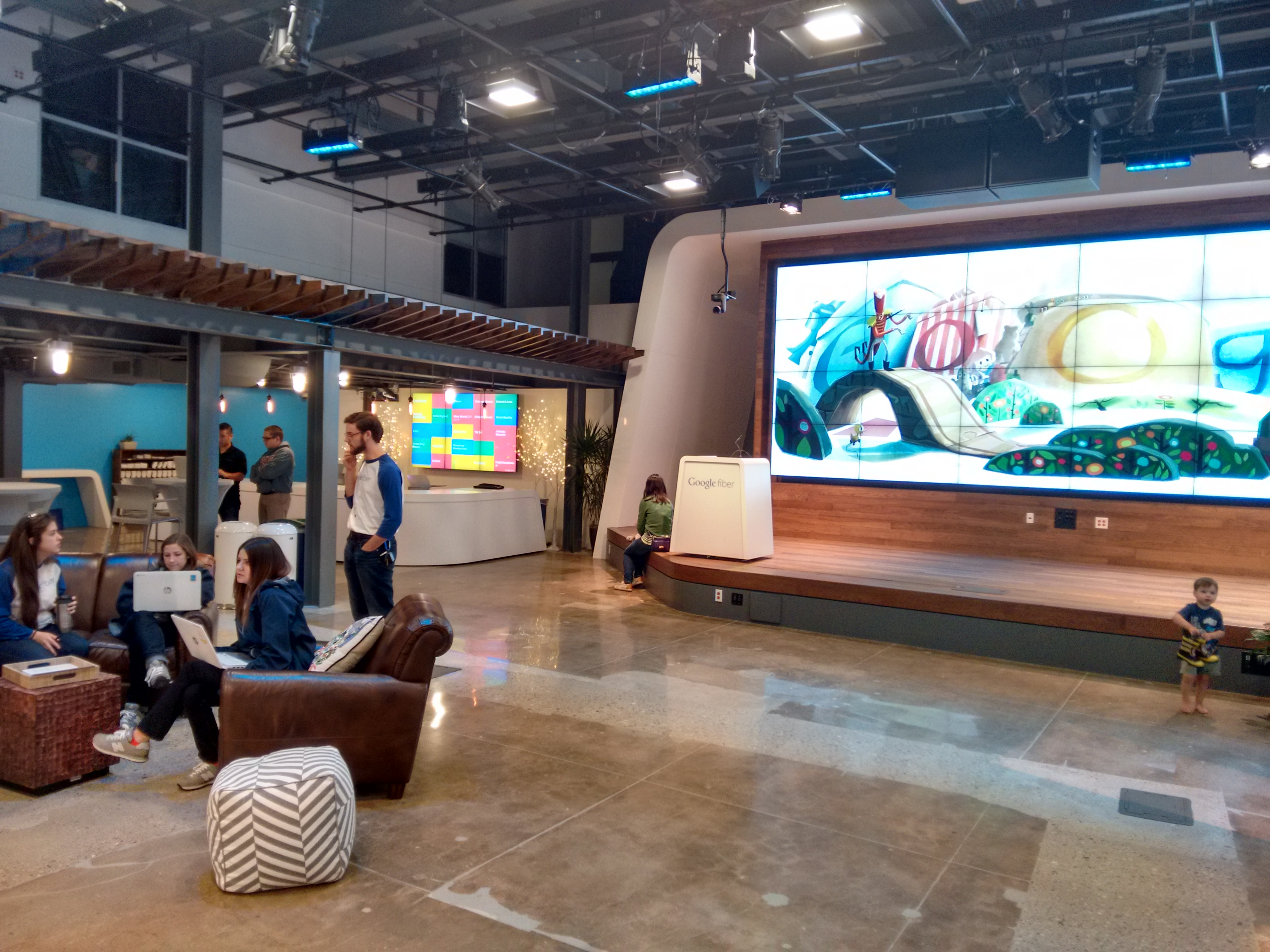
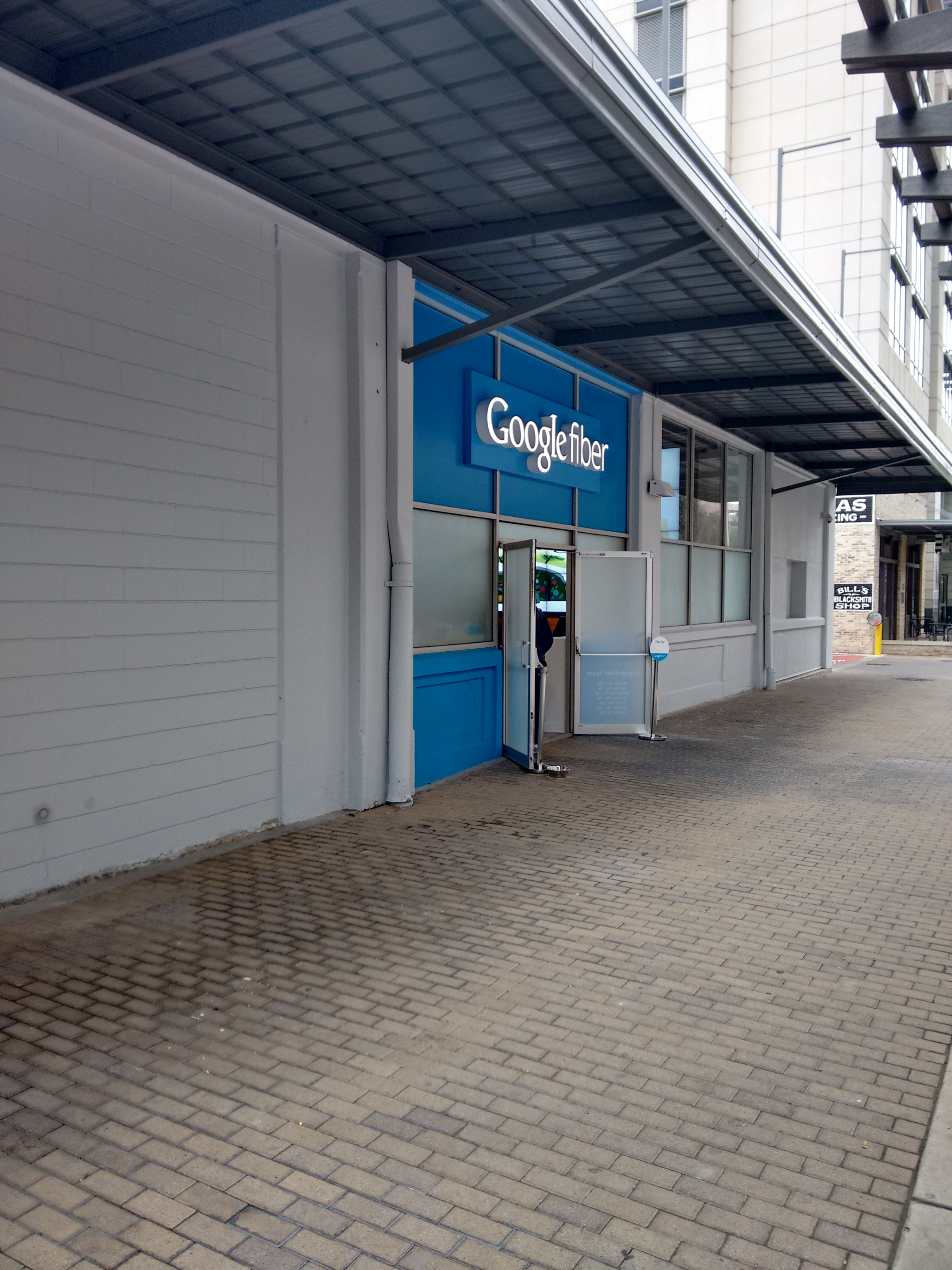
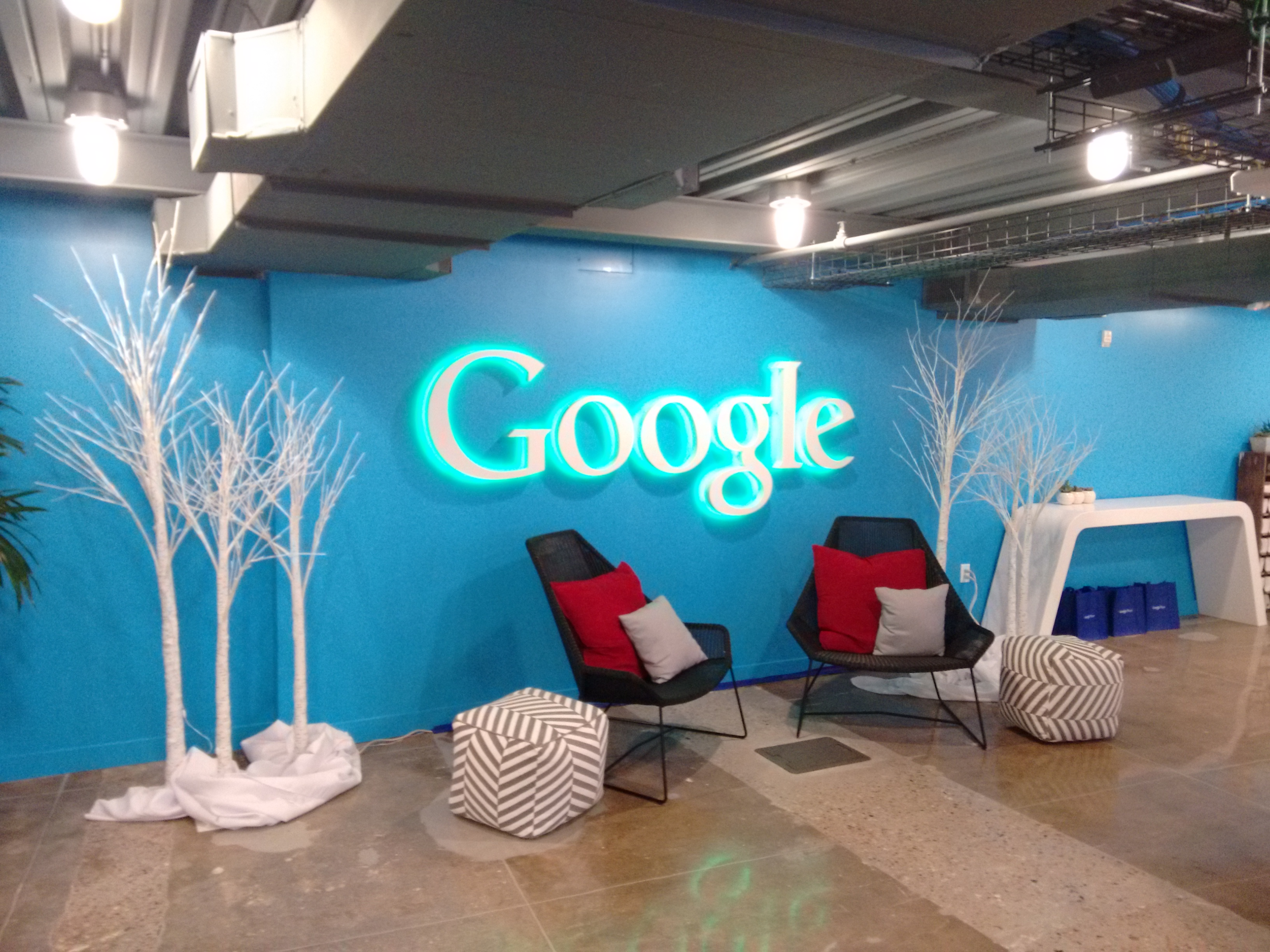
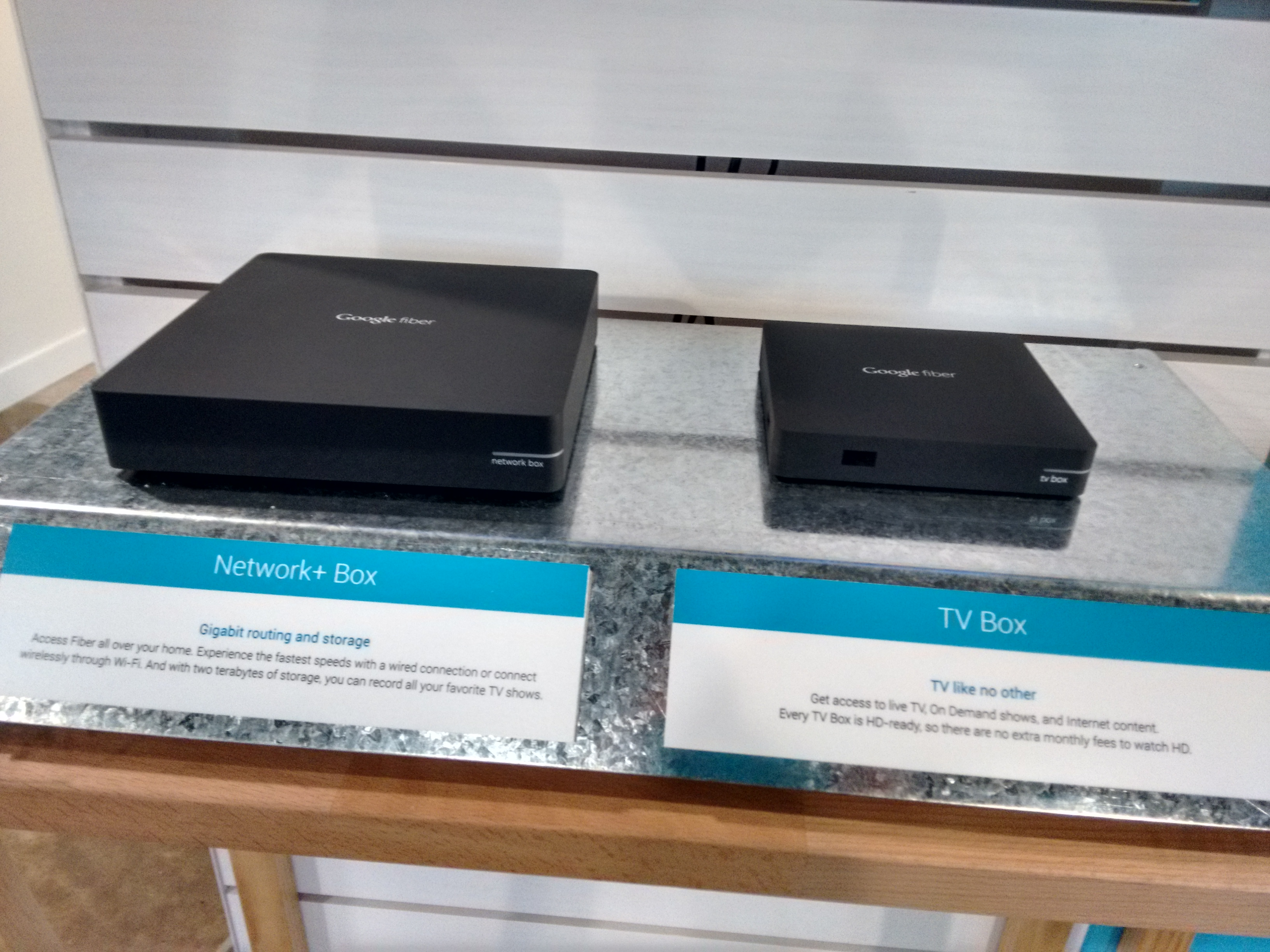

## وصلات خارجية
- الموقع الرسمي
 – موقع رسمي
- الموقع الرسمي